# Sutomišćica
Sutomišćica es una localidad de Croacia en el ejido del municipio de Preko, condado de Zadar.

## Geografía
Se encuentra a una altitud de 4 m s. n. m. a 309 km de la capital nacional, Zagreb.

## Demografía
En el censo 2011 el total de población de la localidad fue de 336 habitantes.
| Gráfica de población de Sutomišćica 1857-2011                       |
|                                                                     |
| Según los censos de población de la oficina estadística de Croacia. |